# Oryctina myrsinites
Oryctina myrsinites är en tvåhjärtbladig växtart som först beskrevs av August Wilhelm Eichler, och fick sitt nu gällande namn av J. Kuijt. Oryctina myrsinites ingår i släktet Oryctina och familjen Loranthaceae. Inga underarter finns listade i Catalogue of Life.